# Marburg (Lahn)
Marburg – stacja kolejowa w Marburgu, w kraju związkowym Hesja, w Niemczech. Znajdują się tu 3 perony.